# Прошак Андрій Васильович
Андрій Васильович Прошак (9 червня 1990, Івано-Франківськ — 31 січня 2015, с. Рідкодуб, Донецька область) — український військовик, сержант, стрілець-помічник гранатометника 15-го окремого гірсько-піхотного батальйону (Ужгород) 128-ї гірсько-піхотної бригади Збройних сил України, учасник російсько-української війни.

## Біографія
Народився 9 червня 1990 року в місті Івано-Франківськ. Навчався у середній загальноосвітній школі № 24. Після закінчення 7 класу — в Івано-Франківському обласному ліцеї-інтернаті для обдарованих дітей із сільської місцевості. Закінчивши ліцей у 2007 році, продовжує навчання як студент Коледжу електронних приладів ІФНТУНГ за спеціальністю «Системна інженерія».
У травні 2012 року призваний на військову службу до Збройних сил України. Після проходження служби, звільнився у запас і працював у системі охоронних структур.
Внаслідок Російської збройної агресії проти України 2 березня 2014 року мобілізований до 5 батальйону «Прикарпаття». Після розформування підрозділу продовжив службу в 128-й гірсько-піхотній бригаді на посаді стрільця-помічника гранатометника.
У ніч на 31 січня група бійців, у якій був Андрій, покинула опорний пункт для евакуації поранених із зони активних бойових дій Нікішине — Рідкодуб у напрямку Дебальцевого. У дорогу вирушили дві бойові машини піхоти, які дорогою потрапили у засідку в якій загинув Андрій Прошак. Тіло не могли знайти через сильні бої. Наприкінці лютого його знайшли серед вивезених до Дніпропетровська загиблих бійців.
Похований на Алеї слави центрального міського кладовища Івано-Франківська.

## Нагороди та звання
- Указом Президента України № 270/2015 від 15 травня 2015 року, «за особисту мужність і високий професіоналізм, виявлені у захисті державного суверенітету та територіальної цілісності України, вірність військовій присязі», нагороджений орденом «За мужність» III ступеня (посмертно)[4].
- Рішенням Івано-Франківської міської ради № 43-25 від 25 квітня 2019 року присвоєно звання «Почесний громадянин міста Івано-Франківська» (посмертно)[5].

## Вшанування пам'яті
- 30 травня 2015 року на фасаді будівлі Івано-Франківського академічного ліцею — інтернату (вулиця Юності, 13), де навчався Андрій, йому відкрито меморіальну дошку.
- 14 квітня 2016 року на фасаді будівлі Івано-Франківської загальноосвітньої школи № 24 (вулиця Хіміків, 1), де навчався Андрій, йому відкрито анотаційну дошку[6].
- 20 вересня 2017 року в місті Івано-Франківськ на території Івано-Франківського національного технічного університету нафти і газу (вулиця Карпатська, 15) було відкрито пам'ятний знак студентам, які загинули під час антитерористичної операції на Сході України, серед яких ім'я Андрія Прошака[7].
- Вшановується в меморіальному комплексі «Зала пам'яті», в щоденному ранковому церемоніалі 31 січня[8][9].